# 274856 Rosendosalvado
274856 Rosendosalvado è un asteroide della fascia principale. Scoperto nel 2009, presenta un'orbita caratterizzata da un semiasse maggiore pari a 2,2078838 UA e da un'eccentricità di 0,1880116, inclinata di 2,70380° rispetto all'eclittica.
L'asteroide è dedicato al missionario spagnolo Rosendo Salvado.